# 依兰镇 (延吉市)
依兰镇，是中华人民共和国吉林省延边朝鲜族自治州延吉市下辖的一个乡镇级行政单位。

## 行政区划
依兰镇下辖以下地区：
九龙村、春兴村、古城村、北大村、兴安村、东兴村、大成村、平安村、兴农村、龙渊村、利民村和台岩村。